# Везиров, Зейнал бек
Зейнал бек Везиров (азерб. Zeynal bəy Vəzirov; 1854, Шуша, Шемахинская губерния — 1933, Баку) — общественный деятель, член парламента Азербайджанской Демократической Республики.

## Биография
Зейнал бек Везиров родился в 1854 году в городе Шуша, Шушинского уезда, Шемахинской губернии (позже была переименована в Бакинскую) Российской империи. Окончил русско-татарскую (азербайджанскую) школу.
Работал в апелляционном суде города Елисаветполь (ныне — Гянджа). Оттуда был переведен на должность делопроизводителя канцелярии военного губернатора Карса. После службы в Карсе, Зейнал бек возвращается в Елисаветполь, где работает переводчиком. Поработав здесь некоторое время, он вернулся в город Шуша.
После создания Азербайджанской Демократической Республики становится членом парламента от фракции «Иттихад».
Супруга — дочь Гашим Бека Везирова, Дюрниса ханум. Дети — сыновья Аллахьяр бек, Аслан Бек Везиров , Гамид Бек, дочери Рена Ханым и Лейла ханым.
Скончался в городе Баку в 1933 году.